# Regio I (Pompeia)
Llista dels monuments presents a la Regio I de les excavacions arqueològiques de Pompeia. Comprèn la part central del sud de la ciutat, a l'est del Fòrum. Està limitada al nord per la via de l'Abundància, al sud per la muralla entre les portes d'Estàbia i de Nucèria, a l'est per la via de Nucèria i a l'oest per la via Estabiana.

Plànol de Pompeia, amb les distintes regiones o districtes en què estava dividida
Plànol de Pompeia on es ressenyen (en anglès) els principals edificis i vies urbanes
Mapa de situació de la Pompeia romana, on es veu l'àrea afectada per l'erupció del Vesuvi del 79

## Insula 1
| Pos. | Imatge | Nom                         | Descripció | Ref. |
| ---- | ------ | --------------------------- | ---------- | ---- |
| 1    | -      | Caupona d'Epagat            | -          |      |
| 2    | -      | Popina                      | -          |      |
| 3    | -      | Hospici                     | -          |      |
| 4    | -      | Botiga                      | -          |      |
| 5    | -      | Botiga                      | -          |      |
| 6    | -      | Casa amb botiga             | -          |      |
| 7    | -      | Casa sense nom              | -          |      |
| 8    | -      | Hospici d'Hermes            | -          |      |
| 9    | -      | Thermopolium                | -          |      |
| 10   | -      | Entrada secundària (I.1.1.) | -          |      |

## Insula 2
| Pos. | Imatge | Nom                              | Descripció | Ref. |
| ---- | ------ | -------------------------------- | --- | ---- |
| 1    | -      | Caupona amb thermopolium         | - |      |
| 2    | -      | Botiga                           | - |      |
| 3    | -      | Casa de la Columna Etrusca       | Es diu així perquè al vestíbul té una columna de tipus etrusc, probablement extreta d'alguna altra estructura. Va ser excavada el 1872. Arran del bombardeig de 1943 se'n va destruir l'atri i tres cubicula que contenien diverses pintures, com la de Polifem i Agatea, Ariadna abandonada per Teseu i diversos medallons emmarcats en garlandes de fulles.                                                                                            |      |
| 4    | -      | Botiga                           | - |      |
| 5    | -      | Botiga                           | - |      |
| 6    | -      | Casa dels Actors                 | També anomenada Casa dels Mims, fou explorada el 1872 i lleugerament malmesa per un bombardeig el 1943. A l'interior es van trobar diversos frescos molt ben conservats, posteriorment traslladats al Museu Arqueològic Nacional de Nàpols, com el Rapte de Pal·ladi, així com un sistre de bronze, que es troba al peristil. |      |
| 7    | -      | Botiga de C. Hostili Conop       | - |      |
| 8    | -      | Thermopolium de C. Hostili Conop | - |      |
| 9    | -      | Botiga                           | - |      |
| 10   | -      | Casa de L. i M. Volusi Faust     | Va ser excavada el 1873. Originalment tenia dos pisos, dels quals només resta l'escala, i té un impluvium decorat al centre amb una mitja columna que servia de font; a l'interior, a més de decoracions com una Venus feta d'opus sectile, també hi ha nombroses troballes que inclouen una estàtua de la Fortuna, trobada al triclini, i vasos, gerres i olles de bronze.                                                                              |      |
| 11   | -      | Thermopolium                     | |      |
| 12   | -      | Botiga                           | - |      |
| 13   | -      | Thermopolium                     | - |      |
| 14   | -      | Casa amb botiga                  | - |      |
| 15   | -      | Casa sense nom                   | - |      |
| 16   | -      | Casa sense nom                   | - |      |
| 17   | -      | Casa sense nom                   | - |      |
| 18   | -      | Caupona i lupanar de Demetri     | - |      |
| 19   | -      | Entrada secundària (I.2.18.)     | - |      |
| 20   | -      | Caupona                          | - |      |
| 21   | -      | Thermopolium                     | |      |
| 22   | -      | Casa amb botiga                  | - |      |
| 23   | -      | Taverna de Verecund              | - |      |
| 24   | -      | Taller de copistes d'Acili Cedre | - |      |
| 25   | -      | Caupona                          | - |      |
| 26   | -      | Accés a la planta superior       | - |      |
| 27   | -      | Accés a la planta superior       | - |      |
| 28   | -      | Casa de l'Atri Tetràstil         | També anomenada Casa de la Reixa Metàl·lica, té la particularitat d'haver mantingut gairebé intacta la zona de l'impluvium, amb la característica que la zona del compluvium estava tancada per una reixa de ferro per evitar que els lladres accedissin a la casa des de dalt. A l'interior, a les diverses habitacions hi ha restes de l'arrebossat. Entre els frescos més ben conservats es troba el de Cassandra que profetitza la caiguda de Troia. |      |
| 29   | -      | Thermopolium de Polibi           | - |      |
| 30   | -      | Entrada secundària (I.2.1.)      | - |      |
| 31   | -      | Entrada secundària (I.2.1.)      | - |      |
| 32   | -      | Entrada secundària (I.2.1.)      | - |      |

## Insula 3
| Pos. | Imatge | Nom                            | Descripció | Ref. |
| ---- | ------ | ------------------------------ | --- | ---- |
| 1    | -      | Pastisseria                    | - |      |
| 2    | -      | Thermopolium                   | - |      |
| 3    | -      | Casa d'Epidi Fortunat          | Va ser excavada el 1860. Es diu així perquè en una àmfora, que contenia mel, es va trobar el nom d'Epidius Fortunatus; a més de restes d'estuc, també hi ha restes de l'antic paviment, sobretot al tablinum, fet de marbre. La zona de la cuina, amb llar de foc i lavabo, està ben conservada. |      |
| 4    | -      | Botiga                         | - |      |
| 5    | -      | Botiga                         | - |      |
| 6    | -      | Botiga                         | - |      |
| 7    | -      | Botiga                         | - |      |
| 8    | -      | Casa sense nom i casa de Vulcà | Va ser excavada el 1869. Té un peristil ben conservat amb algunes columnes sobrepassades per arcs, mentre que en algunes estances, com als dormitoris o al triclini, encara es poden veure restes d'arrebossat de color vermell i gris. També es va trobar una estàtua de Venus en una fornícula i una estàtua de bronze de la Fortuna.                                                                 |      |
| 9    | -      | Botiga                         | - |      |
| 10   | -      | Casa sense nom                 | - |      |
| 11   | -      | Thermopolium                   | - |      |
| 12   | -      | Botiga                         | - |      |
| 13   |        | Botiga de Sextili Ver          | - |      |
| 14   |        | Botiga de Sextili Ver          | - |      |
| 15   |        | Fullonica de Sesti Venust      | - |      |
| 16   |        | Fullonica de Sesti Venust      | - |      |
| 17   |        | Accés a la planta superior     | - |      |
| 18   |        | Fullonica de Sestius Venustus  | - |      |
| 19   |        | Accés a la planta superior     | - |      |
| 20   |        | Casa sense nom                 | - |      |
| 21   |        | Accés a la planta superior     | - |      |
| 22   |        | Thermopolium                   | - |      |
| 23   |        | Casa d'Anicet                  | Va ser explorada el 1868 i presentava diverses inscripcions electorals a prop de l'entrada. A l'interior es va trobar un fresc, conservat al Museu Arqueològic de Nàpols, que representa la baralla entre pompeians i nucerins dins de l'amfiteatre. |      |
| 24   |        | Casa de Capel·la               | A banda i banda de l'entrada hi havia dos frescos que representaven Mercuri i Hèrcules dels quals, però, no en queda cap rastre, com va passar amb el larari, del qual només en queda una descripció, on hi havia un genius amb una cornucòpia a les espatlles, mentre abocava libacions a sobre un altar; a la seva dreta hi havia una pantera i a la part inferior una serp vermella i groga.         |      |
| 25   | -      | Casa dels Guerrers             | Va ser excavada el 1869. Als pilars del peristil, restaurada durant l'erupció del 79, hi havia alguns frescos com Isis amb una cornucòpia i una figura femenina nua que sosté una corona de llorer. La decoració de la paret de l'oecus està ben conservada i representa la disputa sobre la bellesa entre Afrodita i Fòsfor amb Apol·lo com a jutge; tota l'escena s'emmarca amb estucs de guix.       |      |
| 26   | -      | Botiga                         | - |      |
| 27   | -      | Forn de pa                     | - |      |
| 28   | -      | Thermopolium                   | - |      |
| 29   |        | Casa d'Innul                   | Va ser excavada el 1869. Tenia dos nivells, com ho mostren les restes d'una escala, i a l'interior hi ha poques traces de decoracions a les parets. N'era característica, al llarg del mur del perímetre que donava a la via del Citarista, la representació de la deïtat tutelar del camí, és a dir, una serp amb una cresta negra enrotllada entorn d'un arbre, actualment completament desapareguda. |      |
| 30   | -      | Casa sense nom                 | - |      |
| 31   | -      | Entrada secundària (I.3.3.)    | - |      |

## Insula 4
| Pos. | Imatge | Nom                            | Descripció | Ref. |
| ---- | ------ | ------------------------------ | --- | ---- |
| 1    |        | Botiga                         | - |      |
| 2    |        | Casa sense nom                 | - |      |
| 3    |        | Thermopolium                   | - |      |
| 4    |        | Botiga                         | - |      |
| 5    |        | Entrada secundària (I.4.25.)   | - |      |
| 6    |        | Botiga                         | - |      |
| 7    |        | Fullonica de Passarat i Menià  | - |      |
| 8    |        | Botiga                         | - |      |
| 9    |        | Casa sense nom                 | - |      |
| 10   | -      | Botiga                         | - |      |
| 11   |        | Caupona de Copiós              | - |      |
| 12   |        | Botiga                         | - |      |
| 13   |        | Forn de pa                     | - |      |
| 14   |        | v                              | - |      |
| 15   |        | Taverna de D. Juni Pròcul      | - |      |
| 16   |        | Taverna de D. Juni Pròcul      | - |      |
| 17   |        | Botiga                         | - |      |
| 18   |        | Casa amb botiga de Sabí        | - |      |
| 19   |        | Botiga                         | - |      |
| 20   |        | Botiga                         | - |      |
| 21   |        | Accés a la planta superior     | - |      |
| 22   |        | Casa de la Premsa de Terracota | Va ser explorada entre el 1858 i el 1862. Consta d'onze habitacions amb un gran atri amb un brocal de pou i una taula, tots dos de marbre, i no presenta una decoració particular, ja que es creu que en el moment de l'erupció es trobava en obres de reforma. Part de les parets de la casa es van esfondrar a causa del terratrèmol de la Irpínia de 1980.                                                     |      |
| 23   |        | Botiga                         | - |      |
| 24   |        | Botiga                         | - |      |
| 25   |        | Casa del Citarista             | Pren el nom d'una estàtua que representa l'Apol·lo Citarista. Deu el seu aspecte actual al segle i aC, després de nombroses reformes, resultat d'afegitons d'altres petites cases del voltant. Propietat dels Popidis, com ho demostren les inscripcions electorals, presenta dos peristils amb escultures d'animals de bronze, zones termals i una zona comercial utilitzada com a fleca, pastisseria i taverna. |      |
| 26   |        | Botiga de Dionís               | - |      |
| 27   |        | Thermopolium                   | - |      |
| 28   |        | Casa de Q. Octavi Ròmul        | Va ser investigada el 1853. Té la particularitat de tenir una zona dedicada a allotjar un estable; encara s'hi pot veure l'abeurador de pedra i el dormitori per als empleats. La resta de la casa es desenvolupa al voltant de l'atri. |      |

## Insula 5
| Pos. | Imatge | Nom                          | Descripció | Ref. |
| ---- | ------ | ---------------------------- | --- | ---- |
| 1    | -      | Casa dels Capitells Etruscos | Va ser excavada entre 1873 i 1874 i fortament danyada la nit del 14 al 15 de setembre de 1943 per una bomba que en va destruir part de l'entrada, posteriorment restaurada. A l'interior no presenta elements rellevants particulars. |      |
| 2    | -      | Adoberia de M. Vesoni Prim   | - |      |
| 3    | -      | Identificació no segura      | - |      |

## Insula 6
| Pos. | Imatge | Nom                          | Descripció | Ref. |
| ---- | ------ | ---------------------------- | --- | ---- |
| 1    |        | Botiga de Tirs               | - |      |
| 2    | -      | Casa del Criptopòrtic        | Es diu així per la presència d'un criptopòrtic (passadís cobert), utilitzat com a dipòsit d'àmfores, decorat amb diverses representacions, com escenes de la guerra de Troia o jocs fúnebres en honor de Pàtrocle. La casa també està equipada amb unes petites termes. A les habitacions es van trobar els motlles dins de la cendra solidificada d'una mare que protegia el seu fill i el d'un esclau.                                                 |      |
| 3    |        | Botiga de Ver Gromàtic       | - |      |
| 4    |        | Casa del Larari d'Aquil·les  | També anomenada Casa del Sacellum Ilíac, va ser fortament malmesa pel terratrèmol de Pompeia del 62, i en el moment de l'erupció del Vesuvi del 79 encara estava en obres de reforma. Presenta decoracions en quart estil pompeià amb frescos que representen bodegons i temes mitològics, com el cicle vist al larari, que presenta les darreres fases de la guerra de Troia, com el duel entre Aquil·les i Hèctor i la mort d'aquest últim.            |      |
| 5    | -      | Botiga                       | - |      |
| 6    |        | Accés a la planta superior   | - |      |
| 7    |        | Fullonica d'Estèfan          | - |      |
| 8    | -      | Botiga d'Espècula            | - |      |
| 9    |        | Casa amb taverna             | - |      |
| 10   |        | Botiga                       | - |      |
| 11   |        | Casa de les Escenes Teatrals | També anomenada Casa de Casca Longus, té l’atri completament restaurat, amb l'impluvium recobert de marbre de colors i el compluvium amb broquets de recollida d'aigua de pluja finament decorats. A la mateixa habitació també hi ha la base d'una taula de marbre decorada amb un cap i unes potes de lleó. Els frescos de la casa pertanyen al tercer estil pompeià i en són característics els que hi ha a l'atri, que representen escenes teatrals. |      |
| 12   |        | Taverna de Junià             | - |      |
| 13   |        | Casa d'Estal·li Eros         | Va ser excavada entre el 1926 i el 1927. Mostra el patró típic de les cases romanes amb atri i jardí, on es poden veure les restes d'un larari, intercalades amb un tablinum. Les restes de les decoracions pictòriques de la casa són del quart estil pompeià, i a l'interior s'hi van trobar alguns pesos de pedra calcària blanca i de basalt negre.                                                                                                  |      |
| 14   | -      | Accés a la planta superior   | - |      |
| 15   | -      | Casa dels Ceis               | Probablement pertanyia a L. Cei Secund, com ho demostra un manifest electoral pintat a la façana. La casa consta d’un atri, un triclini, un tablinum i diverses sales de servei, a més d'un jardí amb un fresc d'escenes de caça i paisatges egipcis. Les decoracions són del tercer estil pompeià, sobre el paviment d'opus signinum, disposades en figures geomètriques i de vegades decorades amb marbres policromats.                                |      |
| 16   | -      | Entrada secundària (I.6.2.)  | - |      |

## Insula 7
| Pos. | Imatge | Nom                                | Descripció | Ref. |
| ---- | ------ | ---------------------------------- | --- | ---- |
| 1    |        | Casa de Paqui Pròcul               | Es va començar a explorar a partir del 1911. La característica és que ha conservat bé el paviment de mosaic de l'atri i del tablinum, on es representen animals salvatges. També hi ha restes de pintura del quart estil pompeià, sobretot en algunes habitacions que donen al peristil del jardí on, entre altres coses, també hi ha una font de marbre.         |      |
| 2    | -      | Accés a la planta superior         | - |      |
| 3    |        | Casa de Fabi Amandi                | Es tracta d'una estructura amb un petit passadís d'accés que porta directament a l'atri, caracteritzat per un jardí i una petita piscina semicircular, alimentada directament per l'aigua de pluja. De la casa també s'han restaurat nombrosos frescos del quart estil pompeià, entre ells un paisatge amb turons, mentre que al tablinum hi ha traces de mosaic. |      |
| 4    |        | Taverna o taller ceràmic de Corint | - |      |
| 5    |        | Casa de Filip                      | Ha estat explorada diverses vegades (1868, 1912 i 1923), i encara queda el dubte de si es tractava realment d'una casa o d'una gran botiga. Tota l'estructura és petita. L'entrada dona directament a l'atri, i a la part esquerra hi ha el tablinum amb restes de decoracions vermelles i de paviments amb mosaics.                                              |      |
| 6    |        | Botiga de Primil·la                | - |      |
| 7    |        | Casa del Sacerdot Amand            | Presenta el triclini decorat, que inclou els frescos de Polifem i Galatea, Hèrcules al jardí de les Hespèrides, i Dèdal i Ícar, a més del motllo d'un arbre procedent del jardí. |      |
| 8    |        | Thermopolium                       | - |      |
| 9    | -      | Entrada secundària (I.7.8.)        | - |      |
| 10   | -      | Entrada secundària (I.7.11.)       | - |      |
| 11   |        | Casa de l'Efeb                     | Anomenada també Casa de Corneli Taget, deu el nom a la descoberta d'una estàtua de bronze d'un efeb, utilitzada com a canelobre. La casa és el resultat de la unió de diverses cases que es van reservar per a la família. Al jardí, decorat amb fonts, hi ha un petit temple i un dipòsit d'aigua amb un fresc de Mart i Venus.                                  |      |
| 12   | -      | Entrada secundària (I.7.11.)       | - |      |
| 13   | -      | v (I.7.14.)                        | - |      |
| 14   | -      | Caupona de Màscul                  | - |      |
| 15   | -      | Botiga                             | - |      |
| 16   | -      | Casa sense nom                     | - |      |
| 17   | -      | Botiga                             | - |      |
| 18   | -      | Taverna de Niremi                  | - |      |
| 19   | -      | Casa sense nom                     | - |      |
| 20   | -      | Cantina                            | - |      |

## Insula 8
| Pos. | Imatge | Nom                               | Descripció | Ref. |
| ---- | ------ | --------------------------------- | --- | ---- |
| 1    |        | Taverna                           | - |      |
| 2    |        | Casa d'Estèfan                    | Va ser excavada entre el 1912 i el 1926, i danyada greument pel bombardeig del 1943; aquest esdeveniment va provocar el col·lapse de totes les columnes del peristil. Es tracta d'una casa no gaire gran, amb un atri, un jardí amb peristil i quatre habitacions, en dues de les quals s'han trobat decoracions pictòriques del quart estil pompeià. |      |
| 3    |        | Botiga                            | - |      |
| 4    |        | Botiga                            | - |      |
| 5    |        | Casa de l'Estatueta Índia         | Es diu així perquè, durant l'exploració, es va trobar una estàtua d'ivori en una capsa de fusta, avui conservada al Museu Arqueològic Nacional de Nàpols, que representa Lakxmi. La casa té l'esquema clàssic dels habitatges romans, amb poques parets arrebossades de color vermell. A més de l'estàtua, també es van trobar un parell de daus manipulats. |      |
| 6    |        | Taverna                           | - |      |
| 7    |        | Botiga                            | - |      |
| 8    |        | Caupona de Luci Betuci Plàcid     | A més de ser utilitzada com a casa, també es va fer servir en part com a caupona. Tota l'estructura s'ha conservat bé i presenta nombroses decoracions pictòriques, sobretot a les parets del triclini. També el jardí està ben conservat. Les columnes encara presenten l'arrebossat vermell, així com l'atri, amb impluvi i un podi de marbre sobre el qual hi ha gravada una rosa amb dotze pètals.                                                                       |      |
| 9    | -      | Entrada secundària (I.8.8.)       | - |      |
| 10   | -      | Hospici dels Pulcinel·la          | - |      |
| 11   | -      | Entrada secundària (I.8.17.)      | - |      |
| 12   | -      | Botiga                            | - |      |
| 13   | -      | Taller d'A. Grani Romà            | - |      |
| 14   |        | Casa d'Epidi Prim                 | Es va explorar entre 1938 i 1943. Es van trobar diverses inscripcions electorals a la façana, mentre que a l'interior consta de deu sales, amb restes de decoracions a les parets, excepte en una on s'han conservat gairebé la major part dels frescos. En una caixa de fusta també es van trobar diversos articles d'argenteria, com olles i tasses de doble mànec, així com alguns instruments mèdics de bronze.                                                          |      |
| 15   | -      | Caupona i taller de Fufidi Succés | - |      |
| 16   | -      | Entrada secundària (I.8.15.)      | - |      |
| 17   | -      | Casa dels Quatre Estils           | S'anomena així perquè a l'interior hi ha els quatre estils pictòrics pompeians. Restaurada íntegrament el 1975, té un atri tetràstil (filera de quatre columnes) amb columnes d'estil corinti i diverses sales amb frescos, com el triclini i el tablinum. La particularitat de la casa és que, gràcies a la tècnica d'omplir els motlles de cendra, es va poder obtenir no només les formes d'algunes víctimes trobades a l'interior, sinó també una part del pis superior. |      |
| 18   | -      | Casa de l'Atri Dòric              | També anomenada Casa de Balb, es va excavar el 1937. Té un atri amb les restes d'un impluvium, vuit habitacions amb frescos (majoritàriament del tercer estil i algunes del primer estil) i les restes de l'escala que donava al pis superior. En el moment de l'excavació, a la cuina es va trobar el larari encara intacte, amb frescos que representen divinitats i serps.                                                                                                |      |
| 19   | -      | Taller de tintoreria de Terenci   | - |      |

## Insula 9
| Pos. | Imatge | Nom                          | Descripció | Ref. |
| ---- | ------ | ---------------------------- | --- | ---- |
| 1    |        | Casa de l'Impluvi Bonic      | Estava sent restaurada en el moment de l'erupció del Vesubi. Té la particularitat de tenir l'impluvium cobert de mosaics i incrustacions de marbre policromat. En un dormitori es mostra l'escena d'un gineceu. |      |
| 2    |        | Taverna                      | - |      |
| 3    |        | Casa de Succés               | Es diu així perquè sota el fresc d'un nen que sosté unes oques, que es troba en una habitació propera a l'atri, hi ha escrit el nom de Successus. Les restes de pintura que romanen escampades per la casa estan ben, conservades, així com el jardí, que en el moment de l'excavació tenia un envà blanc que posteriorment es va perdre i una fornícula amb elements florals. Al mateix lloc es va trobar l'estàtua d'un nen amb un colom.                                              |      |
| 4    |        | Thermopolium                 | - |      |
| 5    |        | Casa de les Cambres Florides | També anomenada Casa del Verger, estava en procés de reforma en el moment de l'erupció i probablement era propietat d'un viticultor. Té una estructura centrada al voltant de l'atri. L'estil és propi de la cultura egípcia, ja que hi ha frescos d'Apis i vasos amb la figura d'Isis i serps. Té dos dormitoris amb frescos que representen arbres plens de llimones, taronges i llimes, i un triclini amb tres grans frescos que representen Ícar, Acteó i una lluita entre guerrers. |      |
| 6    | -      | Taverna                      | - |      |
| 7    | -      | Entrada secundària (I.9.5.)  | - |      |
| 8    | -      | Botiga                       | - |      |
| 9    | -      | Casa amb botiga              | - |      |
| 10   | -      | Casa amb botiga              | - |      |
| 11   | -      | Caupona d'Amarant            | - |      |
| 12   | -      | Casa d'Amarant               | A més d'una petita casa, també s'utilitzava com a caupona. L'estructura no presenta elements decoratius particulars, ja que, en el moment de l'erupció, la majoria de les parets encara estaven arrebossades de blanc. Tanmateix, al triclini es veuen traces de frescos amb diferents decoracions. En el moment de l'excavació s'hi van trobar una gran quantitat d'àmfores i els ossos d'una mula i d'un gos a l'atri.                                                                 |      |
| 13   | -      | Casa de Ceres                | Va ser excavada el 1951. Part de les seves decoracions es va malmetre com a conseqüència de les infiltracions d'aigua. Els frescos són del segon estil pompeià i estan ben conservats els de diferents dormitoris al voltant de l'atri, mentre que hi ha restes de mosaic visibles a l'interior del tablinum i al voltant de l’impluvium. En algunes sales es va poder obtenir el motlle dels mobles, i al jardí es van trobar estàtues de marbre utilitzades com a fonts.               |      |
| 14   | -      | Entrada secundària (I.9.13.) | - |      |
| 15   | -      | Botiga                       | - |      |

## Insula 10
| Pos. | Imatge | Nom                         | Descripció | Ref. |
| ---- | ------ | --------------------------- | --- | ---- |
| 1    | -      | Taverna                     | - |      |
| 2    | -      | Caupona de Copònia          | - |      |
| 3    | -      | Casa sense nom              | - |      |
| 4    |        | Casa del Menandre           | Propietat dels Popeus, data del segle iii aC i després es va sotmetre a nombroses reformes que van centrar la construcció al voltant del peristil. Té un atri toscà amb pintures del quart estil pompeià, una sala amb la representació humorística de les noces d'Hipodàmia i un mosaic que representa escenes del Nil, i una zona termal amb el calidarium adornat amb un mosaic amb escenes d'animals marins.     |      |
| 5    |        | Accés a la planta superior  | - |      |
| 6    |        | Botiga                      | - |      |
| 7    |        | Casa del Ferrer             | Va ser excavada diverses vegades entre 1914 i 1933. Un cop passada l'entrada, s'accedeix a l'atri on es conserva una taula de marbre amb potes en forma de potes d'animal. La casa compta amb vuit habitacions en les quals és possible observar al llarg de les parets restes de guix, mentre que a la cuina es manté molt bé la llar. També s'hi van trobar les restes de dues víctimes de l'erupció.              |      |
| 8    |        | Casa de Minuci              | Va ser explorada el 1929 i el 1934. S'hi poden veure les restes de l'impuvium, mentre que a diverses sales hi ha traces de pintures del quart estil pompeià. En destaca el nínxol del jardí amb un fons blanc, sobre el qual es va pintar un arbre. |      |
| 9    | -      | Botiga de P.C.F.            | - |      |
| 10   | -      | Botiga                      | - |      |
| 11   | -      | Casa dels Amants            | - |      |
| 12   | -      | Botiga                      | - |      |
| 13   | -      | Caupona                     | - |      |
| 14   | -      | Botiga de vi                | - |      |
| 15   | -      | Entrada secundària (I.10.4) | - |      |
| 16   | -      | Casa sense nom              | - |      |
| 17   | -      | Botiga                      | - |      |
| 18   | -      | Casa d'Aufidi Prim          | Va ser explorada el 1932 i presentava diverses inscripcions electorals a la façana principal. Durant la restauració se n'ha reconstruït parcialment la planta superior. Al voltant de l'atri no hi ha habitacions, mentre que entre les petites decoracions trobades, el més interessant és un fresc de la cuina que representa un Geni, una serp, diversos articles de cuina, un cap de porc i una anguila a l'ast. |      |

## Insula 11
| Pos. | Imatge | Nom                          | Descripció | Ref. |
| ---- | ------ | ---------------------------- | --- | ---- |
| 1    |        | Caupona                      | - |      |
| 2    |        | Botiga                       | - |      |
| 3    |        | Botiga i taverna             | - |      |
| 4    |        | Botiga                       | - |      |
| 5    |        | Casa de Luci Haboni Prim     | Es va excavar per primera vegada el 1913 i després de nou el 1960. S'anomena així perquè a l'atri es va trobar un segell que portava aquest nom. La casa té la planta irregular i s'hi han trobat molt poques decoracions pictòriques. Les principals troballes que s'han recuperat són una ampolla de vidre que contenia oli i diversos bols de plata.                                                                              |      |
| 6    |        | Casa de la Venus del Biquini | S'anomena així perquè, a l'interior de l'atri, en un pedestal amb un fresc, es va trobar una petita estàtua de marbre que representava Venus, vestida gairebé com si portés un biquini; aquesta petita estàtua està exposada al Museu Arqueològic de Nàpols. La casa té un impluvi decorat amb marbre de colors, mentre que moltes habitacions tenen frescos del quart estil pompeià, amb escenes mitològiques.                      |      |
| 7    |        | Botiga                       | - |      |
| 8    |        | Entrada secundària (I.11.5.) | - |      |
| 9    |        | Entrada secundària (I.11.5.) | - |      |
| 10   |        | Hort                         | - |      |
| 11   |        | Thermopolium del Fènix       | - |      |
| 12   | -      | Casa d'Euxí                  | Va ser excavada del 1953 al 1964. Presenta una planta irregular, restes de frescos del quart estil pompeià i un petit jardí, en el qual, en una paret, hi ha una fornícula on es va trobar una estàtua de marbre de Venus. En altres dormitoris propers es van trobar diverses cares tallades en marbre. |      |
| 13   | -      | Casa sense nom               | - |      |
| 14   | -      | Casa del Hérem               | Va ser excavada el 1960. Té les restes d'un impluvium i un oecus en què es conserven frescos del segon estil pompeià, amb petits quadrats on es representen màscares de la tragèdia, aus i garlandes. Al jardí es poden veure les bases de quatre columnes, les restes d'un petit peristil i una escala que donava al pis superior.                                                                                                  |      |
| 15   | -      | Casa del Pis de Dalt         | S'anomena així perquè també és possible accedir a una habitació del segon pis. Tota la casa té la planta irregular i ha conservat gairebé completament les decoracions pictòriques, com les que hi ha en una habitació propera al jardí i a un dormitori, a més d'un larari pintat, en què es veuen dues serps. Una escala porta a una part del pis superior, on a les dues sales recuperades hi ha frescos del quart estil pompeià. |      |
| 16   | -      | Casa de Saturní              | Va ser parcialment utilitzada com a hospici, com ho demostra un taulell de maçoneria, present a la zona de l'entrada. Les principals decoracions supervivents es troben dins del triclini, amb frescos del quart estil pompeià, amb un sòcol negre similar a l'opus reticulatum i taules de maçoneria de forma ovalada i quadrada.                                                                                                   |      |
| 17   | -      | Casa Imperial                | Va ser excavada entre 1954 i 1960. Té la planta irregular, amb un atri sense impluvium i poques decoracions a les parets. Les pintures que sobreviuen es conserven a la zona est de l'atri i al triclini, que són els únics ambients reconstruïts. |      |

## Insula 12
| Pos. | Imatge | Nom                          | Descripció | Ref. |
| ---- | ------ | ---------------------------- | --- | ---- |
| 1    | -      | Entrada secundària (I.12.1.) | - |      |
| 2    | -      | Casa del Forn de Sotèric     | Excavada el 1924 i després de nou entre 1953 i 1961, s'anomena així perquè conté eines com ara moles i un forn per a la producció de pa. Durant les excavacions s'hi van trobar diversos pans carbonitzats. La casa conserva nombroses decoracions pictòriques, totes del quart estil pompeià.                                        |      |
| 3    | -      | Caupona de Sotèric           | - |      |
| 4    | -      | Botiga                       | - |      |
| 5    | -      | Caupona del Cartell d'Àfrica | - |      |
| 6    | -      | Identificació no segura      | - |      |
| 7    | -      | Casa sense nom               | - |      |
| 8    |        | Casa del Garum dels Umbricis | S'anomena així perquè probablement en una habitació del jardí es van trobar dolia i àmfores que contenien garum o liquamen, salses a base de peix sec. La casa encara conserva restes de pintura tant al triclini com al jardí, que tenia un petit peristil i dues figueres, identificades gràcies als motlles de cendra.             |      |
| 9    |        | Casa sense nom               | - |      |
| 10   |        | Botiga                       | - |      |
| 11   |        | Casa sense nom               | - |      |
| 12   |        | Botiga                       | - |      |
| 13   | -      | Botiga                       | - |      |
| 14   |        | Hort                         | - |      |
| 15   |        | Casa de Medusa               | Té una superfície d'uns 350 m² i probablement va ser excavada el 1962. El seu nom deriva del fet que s'hi va trobar un larari ben conservat en una habitació, amb el cap de Medusa al centre de la fornícula i dos cérvols als costats. La casa té un traçat irregular i a la part nord té un gran jardí que s'utilitzava com a hort. |      |
| 16   |        | Casa del Labrum Pintat       | Va ser explorada el 1952 i és un habitatge de mida modesta. De traçat irregular, format per set habitacions, té residus pictòrics a l'atri i en un dormitori, sobretot del clàssic vermell pompeià, mentre que al jardí hi ha el larari, en part encara decorat, i un gran labrum pintat a la paret.                                  |      |

## Insula 13
| Pos. | Imatge | Nom                                 | Descripció | Ref. |
| ---- | ------ | ----------------------------------- | --- | ---- |
| 1    | -      | Casa dels Tiberis Crassos           | Va ser excavada el 1914 i després entre 1951 i 1953. Presentava dues inscripcions electorals a la façana (actualment perdudes), mentre que a l'interior hi ha un jardí amb un peristil de tres columnes. A la casa es van trobar dos canelobres de bronze amb els peus decorats (un amb un peu de lleó i l'altre amb fulles).                                                                                 |      |
| 2    | -      | Casa de Sutòria Primigènia          | També anomenada Casa del Gran Triclini, fou excavada inicialment el 1914 i posteriorment el 1953. Hi té especial importància el triclini d'estiu a l'aire lliure, amb una taula de maçoneria i una petita habitació al costat est que probablement servia de sacellum. Hi ha una pintura a la cuina, prop del larari, que representa la matrona de la casa a punt de fer sacrificis amb tota la seva família. |      |
| 3    | -      | Casa sense nom                      | - |      |
| 4    | -      | Casa de Tèdia Secunda               | Va ser explorada el 1915 i el 1919. Té una entrada estreta i diverses habitacions, mentre que les restes de decoracions pictòriques hi són escasses. |      |
| 5    | -      | Botiga                              | - |      |
| 6    | -      | Taverna i botiga                    | - |      |
| 7    | -      | Hospici                             | - |      |
| 8    |        | Casa sense nom                      | - |      |
| 9    |        | Casa de Lesbià i Numícia Primigènia | Es presenta en dos nivells. A la façana s'han trobat diversos grafits i un fresc que representa Venus en un vaixell. A la casa hi ha decoracions pictòriques amb sòcols vermells i una zona mitjana de color groc. |      |
| 10   |        | Botiga                              | - |      |
| 11   |        | Casa sense nom                      | - |      |
| 12   |        | Casa del Larari Isíac               | Té un atri amb impluvium però el triclini hi és absent. Al mateix entorn hi ha un nínxol larari, pintat a l'interior de color blanc i amb un timpà decorat amb pintures semblants a un mosaic. En diversos dormitoris hi ha restes d'arrebossat vermell. |      |
| 13   |        | Caupona                             | - |      |
| 14   | -      | Entrada secundària (I.13.12.)       | - |      |
| 15   | -      | Identificació no segura             | - |      |
| 16   | -      | Caupona                             | - |      |

## Insula 14
| Pos. | Imatge | Nom                         | Descripció | Ref. |
| ---- | ------ | --------------------------- | --- | ---- |
| 1    |        | Caupona                     | - |      |
| 2    |        | Casa sense nom              | - |      |
| 3    |        | Casa sense nom              | - |      |
| 4    |        | Casa sense nom              | - |      |
| 5    |        | Hospici                     | - |      |
| 6    |        | Botiga                      | - |      |
| 7    |        | Casa del Larari del Sarn    | Va ser excavada el 1954. Passant l'entrada i el petit atri, per un estret passadís, on també s'accedeix a la cuina amb una latrina, s'arriba al jardí, que conserva l'atractiu principal de la casa, és a dir un larari ben conservat, pintat de vermell, amb la figura del Geni al nínxol i a la base el déu del riu Sarn que aboca aigua i vigila el port. |      |
| 8    |        | Hospici                     | - |      |
| 9    | -      | Hospici                     | - |      |
| 10   | -      | Entrada secundària (I.14.4) | - |      |
| 11   |        | Botiga                      | - |      |
| 12   |        | Entrada secundària (I.14.1) | - |      |
| 13   |        | Botiga                      | - |      |
| 14   |        | Estable                     | - |      |
| 15   |        | Thermopolium d'Equici       | - |      |

## Insula 15
| Pos. | Imatge | Nom                          | Descripció | Ref. |
| ---- | ------ | ---------------------------- | --- | ---- |
| 1    |        | Casa sense nom               | - |      |
| 2    | -      | Botiga                       | - |      |
| 3    |        | Casa de la Nau Europa        | Deu el nom a un grafit que representa un vaixell que portava la paraula «Europa», en referència al personatge mitològic grec. La casa està composta per un peristil al voltant del qual hi ha els dormitoris i un gran jardí, on hi havia conreades faves, cebes i plantes exòtiques. Al llarg del perímetre del jardí es van trobar vint-i-vuit vasos de terracota, i al fons hi havia un estable. |      |
| 4    |        | Entrada secundària (I.15.3.) | - |      |
| 5    | -      | Accés a la planta superior   | - |      |
| 6    | -      | Entrada secundària (I.15.3)  | - |      |

## Insula 16
| Pos. | Imatge | Nom                               | Descripció | Ref. |
| ---- | ------ | --------------------------------- | --- | ---- |
| 1    |        | Accés a la planta superior        | - |      |
| 1A   |        | Botiga                            | - |      |
| 2    |        | Casa de les Columnes Cilíndriques | Va ser explorada el 1955 i el 1974, quan també es va restaurar parcialment. Després de l'estreta entrada s'accedeix directament al jardí, on hi ha un pseudoperistil amb les columnes ben conservades. Al voltant de la casa hi ha les habitacions de la casa com la cuina i el triclini, on no hi ha rastre de decoracions. Un dels objectes principals que es van trobar a l'interior és una estàtua de bronze de Bacus. |      |
| 3    |        | Casa sense nom                    | - |      |
| 4    |        | Casa sense nom                    | - |      |
| 5    | -      | Casa de Petrònia                  | Va ser excavada el 1958. A l'interior hi ha alguns frescos, uns només amb el sòcol negre, uns altres només amb la zona central. A més del peristil, la casa també tenia un gran jardí. |      |
| 6    | -      | Casa sense nom                    | - |      |
| 7    |        | Casa amb botiga                   | - |      |

## Insula 17
| Pos. | Imatge | Nom            | Descripció | Ref. |
| ---- | ------ | -------------- | --- | ---- |
| 1    | -      | Casa sense nom | - |      |
| 2    | -      | Casa sense nom | - |      |
| 3    | -      | Botiga         | - |      |
| 4    | -      | Casa dels Arcs | Va ser excavada el 1954 i reconstruïda en part. Això va permetre que el pis superior (i sobretot el peristil) fossin accessibles amb les columnes unides mitjançant arcs, i algunes encara presenten decoracions pictòriques. Altres frescos són presents en diferents ambients, però principalment al peristil on es conserva bé el larari. Entre les troballes més importants, destaca un pic de ferro. |      |

## Insula 18
| Pos. | Imatge | Nom            | Descripció | Ref. |
| ---- | ------ | -------------- | ---------- | ---- |
| 1    | -      | Botiga         | -          |      |
| 2    | -      | Casa sense nom | -          |      |
| 3    | -      | Botiga         | -          |      |
| 4    | -      | Botiga         | -          |      |

## Insula 19
| Pos. | Imatge | Nom                     | Descripció | Ref. |
| ---- | ------ | ----------------------- | --- | ---- |
| 1    | -      | Casa d'Acci             | - |      |
| 2    | -      | Caupona d'Estabili      | - |      |
| 3    | -      | Casa de Luci Satri Ruf  | Es va explorar parcialment entre el 1932 i el 1934 i només en són visibles les restes de l'entrada. A l'interior es va trobar una placa de bronze que duia el nom de Lucius Satrius Rufus, un secretari imperial.        |      |
| 4    | -      | Casa d'Earí             | Va ser excavada en part el 1932 i només es pot veure la part de l'entrada. Al llarg de la façana es van trobar diverses inscripcions electorals, entre les quals n'hi havia una que mostra que hi vivia un cert Earinus. |      |
| 5    | -      | Casa de Mini Carp       | Només està excavada parcialment i només n'és visible la façana principal. Es van trobar dos grafits a prop dels pilars de la porta d'entrada, tots dos amb el nom de Minius Carpus.                                      |      |
| 6    | -      | Casa sense nom          | - |      |
| 7    | -      | Casa sense nom          | - |      |
| 8    | -      | Botiga                  | - |      |
| 9    | -      | Casa sense nom          | - |      |
| 10   | -      | Identificació no segura | - |      |
| 11   | -      | Identificació no segura | - |      |
| 12   | -      | Identificació no segura | - |      |
| 13   | -      | Identificació no segura | - |      |

## Insula 20
| Pos. | Imatge | Nom                    | Descripció | Ref. |
| ---- | ------ | ---------------------- | ---------- | ---- |
| 1    |        | Hostal dels Gladiadors | -          |      |
| 2    |        | Taller de llànties     | -          |      |
| 3    |        | Taller de llànties     | -          |      |
| 4    |        | Casa sense nom         | -          |      |
| 5    |        | Casa amb botiga        | -          |      |

## Insula 21
| Pos. | Imatge | Nom                | Descripció | Ref. |
| ---- | ------ | ------------------ | ---------- | ---- |
| 1    |        | Columnata          | -          |      |
| 2    |        | Hort dels Fugitius | -          |      |
| 3    | -      | Hort               | -          |      |
| 4    |        | Botiga             | -          |      |
| 5    |        | Casa sense nom     | -          |      |
| 6    | -      | Hort dels Fugitius | -          |      |

## Insula 22
| Pos. | Imatge | Nom            | Descripció | Ref. |
| ---- | ------ | -------------- | --- | ---- |
| 1    | -      | Botiga         | - |      |
| 2    | -      | Casa d'Estabià | Va ser explorada diverses vegades entre 1955 i 1974. Té la particularitat de tenir un gran jardí, probablement utilitzat com a hort, amb un triclini on hi ha una taula decorada amb marbres policromats. Segons alguns estudiosos, el jardí va ser conreat amb vinyes, mentre que segons uns altres, s'hi van plantar uns tres-cents arbres fruiters, com ho demostra el descobriment d'algunes branques grans. |      |
| 3    | -      | Botiga         | - |      |

## Insula 23
L'insula 23 encara no ha estat excavada.